# Guadalupe Coté
Guadalupe Coté är en ort i kommunen San Felipe del Progreso i delstaten Mexiko i Mexiko. Samhället hade 2 122 invånare vid folkräkningen 2020.